# بريغيد كالاهان هاريسون
بريغيد كالاهان هاريسون (بالإنجليزية: Brigid Callahan Harrison)‏ هي كاتِبة أمريكية، ولدت في 1965 في رونيميد في الولايات المتحدة.